# 도요다 고키
도요다 고키(일본어: 豊田 晃大, 2003년 4월 11일~)는 일본의 축구 선수이다.

## 구단 경력
그는 2022년 J1리그의 나고야 그램퍼스에 입단했다. 2023년 8월 J3리그의 AC 나가노 파르세이루로 이적했다. 2024년 이와테 그루자 모리오카로 이적했다.